# Olga Orgonista
Olga Orgonista, née le 22 février 1901 à Budapest et décédée le 20 novembre 1978 à Budapest, était une patineuse artistique hongroise.

## Biographie

### Carrière sportive
Son partenaire en couple était Sandor Szalay. Ils ont été deux fois champions d'Europe et médaillés à deux championnats du monde. Ils ont également terminé quatrième aux Jeux olympiques d'hiver de 1932. Ils ont arrêté la compétition après ces jeux.

## Palmarès
(avec Sandor Szalay)
| Compétitions / Année    | 1928 | 1929 | 1930 | 1931 | 1932 |
| ----------------------- | ---- | ---- | ---- | ---- | ---- |
| Jeux olympiques d'hiver |      |      |      |      | 4e   |
| Championnats du monde   |      | 3e   |      | 2e   | 4e   |
| Championnats d'Europe   |      |      | 1re  | 1re  |      |
| Championnats de Hongrie | 1re  | 1re  | 1re  |      |      |